# Charles Spencer, 3. vévoda z Marlborough
Charles Spencer, 3. vévoda z Marlborough (Charles Spencer, 3rd Duke of Marlborough, 3rd Marquess of Blandford, 5th Earl of Sunderland, 3rd Earl of Marlborough, 7th Baron Spencer of Wormleighton, 3rd Baron Churchill of Sandridge) (22. listopadu 1706, Althorp, Anglie – 20. října 1758, Münster, Německo) byl britský vojevůdce, dvořan a státník z rodu Spencerů. Jako mladší syn prvního ministra 3. hraběte ze Sunderlandu patřil od dětství k aristokratické elitě Velké Británie, v roce 1733 po spřízněném rodu Churchillů zdědil titul vévody z Marlborough. Dosáhl nejvyšších hodností v armádě, byl též členem vlády a za sedmileté války byl vrchním velitelem britských vojsk v západní Evropě. V následujících generacích užívali potomci jméno Spencer-Churchill, k potomstvu vévodů z Marlborough patří Winston Churchill. Mladší bratr 3. vévody z Marlborough John Spencer (1708-1746) byl poslancem Dolní sněmovny a založil mladší hraběcí větev, k níž patřila princezna Diana. Hlavním sídlem rodu je zámek Blenheim Palace, který má statut památky UNESCO.

## Kariéra
Narodil se na rodovém sídle Althorp (Northamptonshire) jako mladší syn prvního ministra 3. hraběte ze Sunderlandu, po matce Anne Churchill (1682-1716) byl vnukem slavného vojevůdce vévody z Marlborough. Studoval v Etonu, v roce 1729 po starším bratru Robertovi zdědil titul hraběte ze Sunderlandu a vstoupil do Sněmovny lordů, zároveň převzal úřad lorda místodržitele v hrabství Oxford (1729-1758). Po tetě Henriettě Churchillové, provdané Godolphinové (1681-1733), zdědil v roce 1733 titul vévody z Marlborough. Od mládí zároveň sloužil v armádě a v roce 1738 dosáhl hodnosti plukovníka, poté byl komořím Jiřího II. (1738-1743) a lordem místodržitelem v hrabství Buckingham (1738-1758). V roce 1741 získal Podvazkový řád a poté se zúčastnil války o rakouské dědictví (brigádní generál 1741, generálmajor 1745), vynikl v bitvě u Dettingenu.
Po skončení války o rakouské dědictví se stal členem vlády ve dvorské funkci nejvyššího hofmistra (1749-1755), od roku 1749 byl zároveň členem Tajné rady. V letech 1750, 1752 a 1755 byl v době nepřítomnosti Jiřího II. členem místodržitelského sboru. Ve vládě vévody z Newcastle byl krátce lordem strážcem tajné pečeti (1755), v letech 1755-1758 pak zastával funkci generálního polního zbrojmistra. Za sedmileté války byl povýšen na generálporučíka (1758) a jako vrchní velitel britských vojsk v Evropě spolupracoval s pruským vrchním velitelem Ferdinandem Brunšvickým. Zemřel v Münsteru na následky zranění z bitvy. Proslul jako čestný a velkorysý aristokrat, neměl ale předpoklady k postům, které zastával. Zvláště za sedmileté války se projevila absence vojenských schopností v kontrastu s jeho pozicí vrchního velitele britských armád v západní Evropě.
Byl členem Královské společnosti (1743) a získal čestný doktorát v Oxfordu (1746).

## Rodina

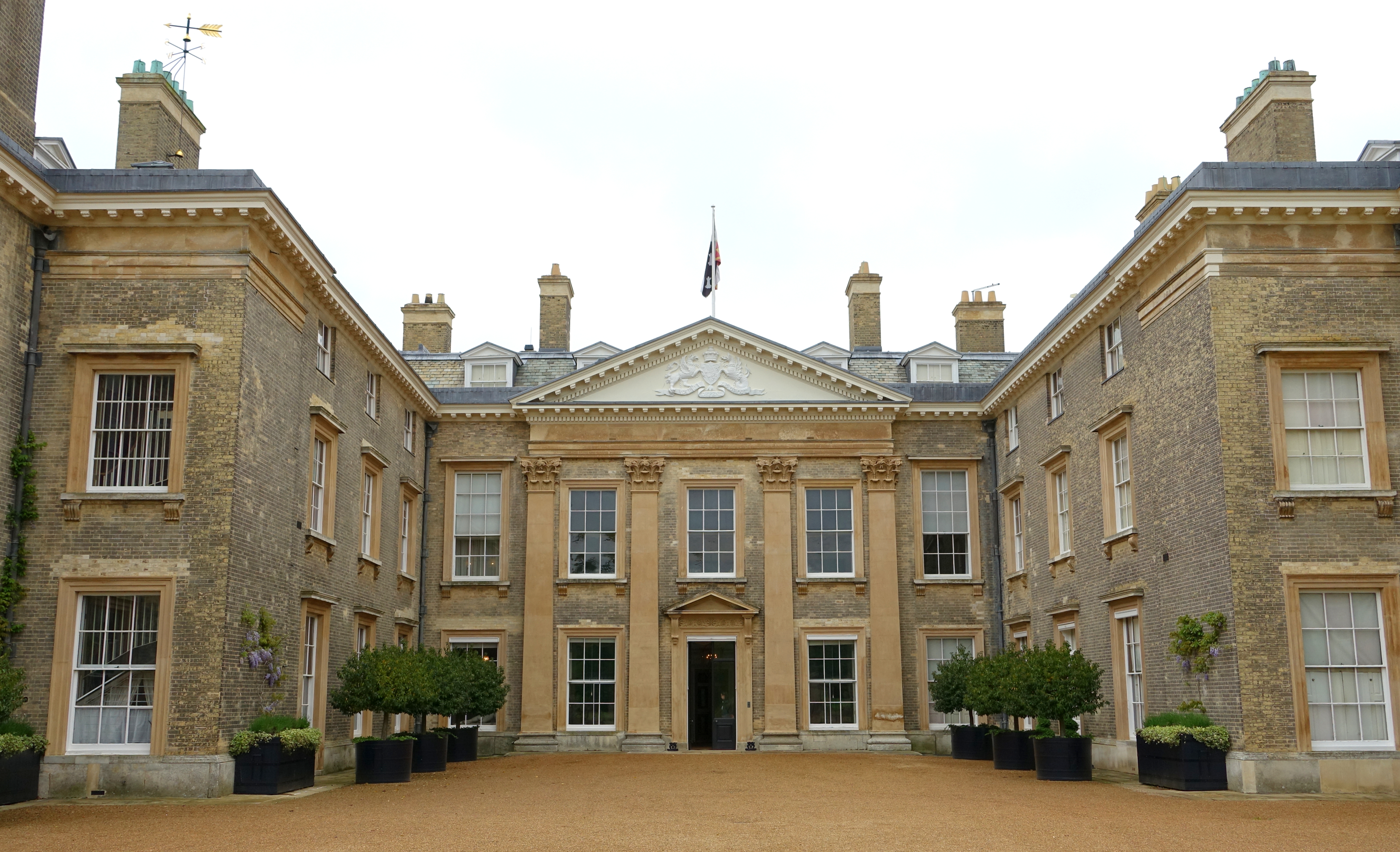
Zámek Althorp House (Northamptonshire), sídlo rodu Spencerů a rodiště 3. vévody z Marlborough

V roce 1732 se oženil s Elizabeth Trevor (1714-1761), dcerou ministra války 2. barona Trevora. Z jejich manželství se narodilo šest dětí:
- Diana Spencer (1734-1808), manžel 1757 Frederick St. John, 2. vikomt Bolingbroke
- Elizabeth (1737-1831), manžel 1756 Henry Herbert, 10. hrabě z Pembroke (1734-1794), generál
- George Spencer, 4. vévoda z Marlborough (1739-1817), nejvyšší komoří
- lord Charles Spencer (1740-1820), člen Dolní sněmovny, generální poštmistr, nejvyšší mincmistr
- lord Robert Spencer (1747-1831), člen Dolní sněmovny, generální inspektor královských lesů, parků a honebních revírů

## Vývod z předků
|                                          |                                             |  |                |                                         |  |  |  |  |  |  |  | William Spencer, 2. baron Spencer z Wormleightonu |
|                                          |                                             |  |                |                                         |  |  |  |  |  |  |  |                                                   |
|                                          | Henry Spencer, 1. hrabě ze Sunderlandu      |  |                |                                         |  |  |  |  |  |  |  |                                                   |
|                                          |                                             |  |                |                                         |  |  |  |  |  |  |  |                                                   |
|                                          |                                             |  |                | Lady Penelope Wriothesleyová            |  |  |  |  |  |  |  |                                                   |
|                                          |                                             |  |                |                                         |  |  |  |  |  |  |  |                                                   |
|                                          | Robert Spencer, 2. hrabě ze Sunderlandu     |  |                |                                         |  |  |  |  |  |  |  |                                                   |
|                                          |                                             |  |                |                                         |  |  |  |  |  |  |  |                                                   |
|                                          |                                             |  |                | Robert Sidney, 2. hrabě z Leicesteru    |  |  |  |  |  |  |  |                                                   |
|                                          |                                             |  |                |                                         |  |  |  |  |  |  |  |                                                   |
|                                          | Dorothy Spencerová, hraběnka ze Sunderlandu |  |                |                                         |  |  |  |  |  |  |  |                                                   |
|                                          |                                             |  |                |                                         |  |  |  |  |  |  |  |                                                   |
|                                          |                                             |  |                | Dorothy Sidneyová, hraběnka z Leicester |  |  |  |  |  |  |  |                                                   |
|                                          |                                             |  |                |                                         |  |  |  |  |  |  |  |                                                   |
|                                          | Charles Spencer, 3. hrabě ze Sunderlandu    |  |                |                                         |  |  |  |  |  |  |  |                                                   |
|                                          |                                             |  |                |                                         |  |  |  |  |  |  |  |                                                   |
|                                          |                                             |  |                | John Digby, 1. hrabě z Bristolu         |  |  |  |  |  |  |  |                                                   |
|                                          |                                             |  |                |                                         |  |  |  |  |  |  |  |                                                   |
|                                          | George Digby, 2. hrabě z Bristolu           |  |                |                                         |  |  |  |  |  |  |  |                                                   |
|                                          |                                             |  |                |                                         |  |  |  |  |  |  |  |                                                   |
|                                          |                                             |  |                | Beatrice Walcottová                     |  |  |  |  |  |  |  |                                                   |
|                                          |                                             |  |                |                                         |  |  |  |  |  |  |  |                                                   |
|                                          | Anne Spencerová, hraběnka ze Sunderlandu    |  |                |                                         |  |  |  |  |  |  |  |                                                   |
|                                          |                                             |  |                |                                         |  |  |  |  |  |  |  |                                                   |
|                                          |                                             |  |                | Francis Russell, 4. hrabě z Bedfordu    |  |  |  |  |  |  |  |                                                   |
|                                          |                                             |  |                |                                         |  |  |  |  |  |  |  |                                                   |
|                                          | Anna Russellová                             |  |                |                                         |  |  |  |  |  |  |  |                                                   |
|                                          |                                             |  |                |                                         |  |  |  |  |  |  |  |                                                   |
|                                          |                                             |  |                | Catherine Brydgesová                    |  |  |  |  |  |  |  |                                                   |
|                                          |                                             |  |                |                                         |  |  |  |  |  |  |  |                                                   |
| Charles Spencer, 3. vévoda z Marlborough |                                             |  |                |                                         |  |  |  |  |  |  |  |                                                   |
|                                          |                                             |  |                |                                         |  |  |  |  |  |  |  |                                                   |
|                                          |                                             |  | John Churchill |                                         |  |  |  |  |  |  |  |                                                   |
|                                          |                                             |  |                |                                         |  |  |  |  |  |  |  |                                                   |
|                                          | Winston Churchill                           |  |                |                                         |  |  |  |  |  |  |  |                                                   |
|                                          |                                             |  |                |                                         |  |  |  |  |  |  |  |                                                   |
|                                          |                                             |  |                | Sarah Winstonová                        |  |  |  |  |  |  |  |                                                   |
|                                          |                                             |  |                |                                         |  |  |  |  |  |  |  |                                                   |
|                                          | John Churchill, vévoda z Marlborough        |  |                |                                         |  |  |  |  |  |  |  |                                                   |
|                                          |                                             |  |                |                                         |  |  |  |  |  |  |  |                                                   |
|                                          |                                             |  |                | Sir John Drake                          |  |  |  |  |  |  |  |                                                   |
|                                          |                                             |  |                |                                         |  |  |  |  |  |  |  |                                                   |
|                                          | Elizabeth Drakeová                          |  |                |                                         |  |  |  |  |  |  |  |                                                   |
|                                          |                                             |  |                |                                         |  |  |  |  |  |  |  |                                                   |
|                                          |                                             |  |                | Eleanor Botelerová                      |  |  |  |  |  |  |  |                                                   |
|                                          |                                             |  |                |                                         |  |  |  |  |  |  |  |                                                   |
|                                          | Anna Spencerová, hraběnka ze Sunderlandu    |  |                |                                         |  |  |  |  |  |  |  |                                                   |
|                                          |                                             |  |                |                                         |  |  |  |  |  |  |  |                                                   |
|                                          |                                             |  |                | John Jennings                           |  |  |  |  |  |  |  |                                                   |
|                                          |                                             |  |                |                                         |  |  |  |  |  |  |  |                                                   |
|                                          | Richard Jennings                            |  |                |                                         |  |  |  |  |  |  |  |                                                   |
|                                          |                                             |  |                |                                         |  |  |  |  |  |  |  |                                                   |
|                                          |                                             |  |                | Alice Spencerová                        |  |  |  |  |  |  |  |                                                   |
|                                          |                                             |  |                |                                         |  |  |  |  |  |  |  |                                                   |
|                                          | Sarah Churchillová, vévodkyně z Marlborough |  |                |                                         |  |  |  |  |  |  |  |                                                   |
|                                          |                                             |  |                |                                         |  |  |  |  |  |  |  |                                                   |
|                                          |                                             |  |                | Sir Gifford Thornhurst, 1. baronet      |  |  |  |  |  |  |  |                                                   |
|                                          |                                             |  |                |                                         |  |  |  |  |  |  |  |                                                   |
|                                          | Frances Thornhurstová                       |  |                |                                         |  |  |  |  |  |  |  |                                                   |
|                                          |                                             |  |                |                                         |  |  |  |  |  |  |  |                                                   |
|                                          |                                             |  |                | Susanna Templeová                       |  |  |  |  |  |  |  |                                                   |
|                                          |                                             |  |                |                                         |  |  |  |  |  |  |  |                                                   |